# Dévotion (Buffy)
Pour les articles homonymes, voir Dévotion.
Dévotion est le 5e épisode de la saison 2 de la série télévisée Buffy contre les vampires.

## Synopsis
Les membres d'une fraternité étudiante offrent une fois par an un sacrifice humain à un démon, qui leur apporte, ainsi qu'à leurs ancêtres depuis 50 ans, richesses et succès. Cordelia sort avec un de ces étudiants, Richard Anderson, et Buffy est invitée avec elle à une de leurs soirées par Tom Warner, le chef de la fraternité, qui fait un effet favorable à Buffy. Déçue par l'attitude froide d'Angel à son égard et agacée par l'entraînement auquel la soumet Giles, Buffy décide d'accepter l'invitation.
Le soir, Angel trouve un bracelet ensanglanté et découvre, avec Willow et Giles, que ce bracelet vient de l'endroit où Buffy et Cordelia ont été invitées, Willow leur révélant que Buffy s'est rendue à la soirée à cause de leur attitude à son égard. Tous les trois décident donc de s'y rendre pour leur porter secours. De son côté, Alex s'est joint discrètement à la fête mais son imposture est découverte et il doit subir un bizutage humiliant. Pendant ce temps, Buffy et Cordelia, qui ont été droguées, se retrouvent enchaînées dans les sous-sols de la fraternité et le groupe d'adorateurs les offre à un démon reptilien nommé Machida. Buffy se délivre de ses chaînes et engage le combat avec le démon, finissant par le tuer, alors que le Scooby-gang arrive pour s'occuper des étudiants, qui sont arrêtés. Giles promet de ménager un peu plus Buffy alors qu'Angel lui donne un rendez-vous.

## Production
David Greenwalt explique que Machida, le nom du démon reptilien, lui est venu inconsciemment de la marque Makita, qu'il avait vue sur les perceuses employées par des techniciens du plateau. Il affirme aussi que, dans le script, Machida devait dévorer Richard Anderson après être sorti du puits et qu'il aurait pu être un méchant récurrent mais que cela a été rendu impossible en raison de problèmes d'infographie.

## Statut particulier
Noel Murray, du site The A.V. Club, évoque un épisode divertissant avec une bonne caractérisation des personnages principaux et qui part d'un « postulat intéressant » mais est « en partie bâclé » dans son portrait des membres de la fraternité. Pour la BBC, le scénario de David Greenwalt apporte « quelques nouveautés à un thème éculé » mais est « un peu trop ambitieux » comparé aux moyens dont la réalisation dispose et « ne trouve jamais le bon équilibre entre ses éléments légers et sombres ». Mikelangelo Marinaro, du site Critically Touched, lui donne la note de C-, estimant que l'épisode est d'une « profondeur respectable » dans ses thèmes mais que ceux-ci sont amenés de manière « maladroite », particulièrement dans sa deuxième partie qui est affligée en plus d'un « ridicule serpent géant ». Daniel Erenberg, de Slayage, affirme que malgré quelques bonnes scènes, notamment celle où Willow s'emporte contre Angel et Giles, l'épisode est « tellement médiocre qu'il en devient mauvais » avec l'un des « pires monstres de l'histoire de la série », le serpent géant et son design de mauvaise qualité étant « si peu menaçant qu'il en est ridicule ».

## Analyse
L'idée d'un groupe de jeunes gens vouant un culte à un serpent géant dans le sous-sol de leur fraternité et lui sacrifiant des jeunes filles en échange de quoi ils voient leurs désirs être comblés est une métaphore phallique assez forte. Nikki Stafford remarque par ailleurs qu'on ne voit jamais le bout de la queue du serpent géant, comme s'il était connecté à la demeure de la fraternité. Machida représente la masculinité de cette société étudiante, Alex étant à l'inverse féminisé, en étant forcé de danser habillé comme une drag queen, quand il apparaît qu'il n'en fait pas partie.

## Distribution

### Acteurs crédités au générique
- Sarah Michelle Gellar : Buffy Summers
- Nicholas Brendon : Alexander Harris
- Alyson Hannigan : Willow Rosenberg
- Charisma Carpenter : Cordelia Chase
- David Boreanaz : Angel
- Anthony Stewart Head : Rupert Giles

### Acteurs crédités en début d'épisode
- Greg Vaughan : Richard Anderson
- Todd Babcock : Tom Warner
- Jordana Spiro : Callie Anderson

### Acteurs crédités en fin d'épisode
- Danny Strong : Jonathan Levinson
- Robin Atkin Downes : Machida
- Coby Bell : un jeune homme